# 宋志英
宋志英（1927年10月—2007年7月30日），曾用名宋兰群，男，河北威县人，中华人民共和国政治人物，1941年參加共產黨，曾任中共广东省委常委、广东省公安厅厅长、政法委书记，第八届全国政协委员。
抗日战争时期任八路军一二九師四旅營書記员，解放战争时期任二野二縱五旅十五團分隊長，建国后，历任廣東省公安廳副科長、科長、副處長，廣東省公安局副局長、省公安廳副廳長、省公安廳廳長、廣東省委常委、省委政法委書記等職務。